# Скотт, Кэмпбелл
Кэ́мпбелл Уэ́йлен Скотт (англ. Campbell Whalen Scott; род. 19 июля 1961, Нью-Йорк, Нью-Йорк, США) — американский актёр, режиссёр, продюсер и сценарист, дебютировавший в 1986 году. Скотт был дважды номинирован на премию «Независимый дух», а в 2002 году получил награду Национального совета кинокритиков США.

## Биография и карьера
Кэмпбелл Уэйлен Скотт родился в Нью-Йорке, в семье актёров Джорджа Кэмпбелла Скотта и Коллин Дьюхерст. У него есть брат Александр, а также единокровный брат Мэттью и три единокровных сестры Мишель, Виктория и Девон. Кэмпбелл окончил Среднюю школу Джона Джея, после чего поступил в Лаврентский университет. В 1983 году получил степень бакалавра искусств по истории.
Скотт впервые появился на экране в 1982 году в эпизоде телесериала «Закон Лос-Анджелеса». В 1989 году он сыграл одну из ведущих ролей в картине «Близкий друг», рассказывающей о зарождении эпидемии СПИДа. В 1991 году Скотт появился в роли умирающего от лейкемии молодого человека в фильме «Умереть молодым». За эту работу актёр был номинирован на MTV Movie Awards как лучший прорыв года. В 1993 году в фильме «Невинный» Скотт исполнил роль англичанина Леонарда, замешанного в убийстве супруга своей любовницы-немки. Критик газеты The New York Times заметил, что ошибочно было выбирать американца на роль англичанина, а на роль немки — итальянку Изабеллу Росселлини.
В следующем году вышел фильм «Миссис Паркер и порочный круг», где Скотт исполнил роль комика Роберта Бенчли. Роль принесла актёру номинацию на премию «Независимый дух». В 1996 году Скотт впервые выступил в качестве режиссёра. Его дебютный фильм «Большая ночь», снятый совместно с Стэнли Туччи, снискал широкую популярность и положительную реакцию критиков. В 2000 году Скотт срежиссировал и спродюсировал, а также выступил в главной роли в телевизионной адаптации пьесы «Гамлет». В 2002 году актёр перевоплотился в специалиста по рекламе Роджера в картине «Любимец женщин». За эту роль он вновь удостоился номинации на «Независимый дух», а также получил премию Национального совета кинокритиков США. В 2005 году Скотт исполнил роль прокурора Итана Томаса в картине «Шесть демонов Эмили Роуз», рассказывающей о судебном процессе над священником, чьи попытки изгнать дьявола из девушки привели к её смерти. В следующем году актёр сыграл в картине «Святой Ральф». За работу в этом фильме Скотт был номинирован на главную кинопремию Канады «Джини».
В 2012 году Кэмпбелл исполнил роль Ричарда Паркера, отца Человека-паука в картине «Новый Человек-паук». Повторил эту роль в фильме 2014 года «Новый Человек-паук: Высокое напряжение», но сцены с его персонажем из итоговой версии были вырезаны.

## Личная жизнь
Скотт впервые женился в 1991 году, от супруги Энн у него есть один ребёнок 1998 года рождения. В 2002 году супруги развелись. В 2009 году Скотт сочетался браком с актрисой Кэтлин Макэлфреш.

## Фильмография

### Актёр
| Год       |     | Русское название                                                                  | Оригинальное название              | Роль                            |
| --------- | --- | --------------------------------------------------------------------------------- | ---------------------------------- | ------------------------------- |
| 1986      | с   | Закон Лос-Анджелеса                                                               | L.A. Law                           | офицер Клейтон                  |
| 1987      | ф   | Пять углов                                                                        | Five Corners                       | полицейский                     |
| 1987      | с   | Семейные узы                                                                      | The Family Ties                    | Эрик Мэттьюз                    |
| 1988      | ф   | Из Голливуда в Дэдвуд                                                             | From Hollywood to Deadwood         | Бобби                           |
| 1989      | ф   | Близкий друг                                                                      | Longtime Companion                 | Уилли                           |
| 1990      | с   | Кеннеди из Массачусета                                                            | The Kennedys of Massachusetts      | Джозеф П. Кеннеди-младший       |
| 1990      | ф   | Под покровом небес                                                                | The Sheltering Sky                 | Джордж Таннер                   |
| 1991      | ф   | Умереть молодым                                                                   | Dying Young                        | Виктор Геддис                   |
| 1991      | ф   | Умереть заново                                                                    | Dead Again                         | Даг                             |
| 1992      | ф   | Одиночки                                                                          | Singles                            | Стив Данн                       |
| 1993      | ф   | Невинный                                                                          | The Innocent                       | Леонард                         |
| 1994      | ф   | Миссис Паркер и порочный круг                                                     | Mrs. Parker and the Vicious Circle | Роберт Бенчли                   |
| 1995      | ф   | Пусть это буду я                                                                  | Let It Be Me                       | Габриэл Родман                  |
| 1996      | ф   | Дневные путешественники                                                           | The Daytrippers                    | Эдди Мазлер                     |
| 1996      | ф   | Большая ночь                                                                      | Big Night                          | Боб                             |
| 1997      | ф   | Испанский узник                                                                   | The Spanish Prisoner               | Джозеф Росс                     |
| 1997      | тф  | Суини Тодд                                                                        | The Tale of Sweeney Todd           | Бен Карлайл                     |
| 1998      | тф  | Любовное письмо                                                                   | The Love Letter                    | Скотт Корриган                  |
| 1998      | ф   | Самозванцы                                                                        | The Impostors                      | Майстрич                        |
| 1998      | ф   | Хочешь жить — умей вертеться                                                      | Hi-Life                            | Рэй                             |
| 1999      | ф   | Марсианский дозор                                                                 | Top of the Food Chain              | Карел Ламонт                    |
| 2000      | ф   | Голоса                                                                            | Other Voices                       | Джон                            |
| 2000      | тф  | Гамлет                                                                            | Hamlet                             | Гамлет                          |
| 2001      | ф   | Ангел-хранитель                                                                   | Delivering Milo                    | Кевин                           |
| 2001      | тф  | Звёзды укажут путь                                                                | Follow the Stars Home              | Дэвид Маккан                    |
| 2002      | ф   | Любимец женщин                                                                    | Roger Dodger                       | Роджер Свенсон                  |
| 2002      | ф   | Тайная жизнь дантистов                                                            | The Secret Lives of Dentists       | Дэвид Хартс                     |
| 2004      | ф   | Святой Ральф                                                                      | Saint Ralph                        | Джордж Хибберт                  |
| 2005      | ф   | Умирающий Галл                                                                    | The Dying Gaul                     | Джеффри Тишоп                   |
| 2005      | ф   | Любимчик                                                                          | Loverboy                           | Отец Пола                       |
| 2005      | ф   | Мысли о свободе                                                                   | Duma                               | Питер                           |
| 2005      | ф   | Шесть демонов Эмили Роуз                                                          | The Exorcism of Emily Rose         | Итан Томас                      |
| 2006      | тф  | Последние дни планеты Земля: Новая особь                                          | Final Days of Planet Earth         | Уильям Филипс                   |
| 2006      | тф  | Случай на мосту через Совиный ручей или истории Амброза Бирса о Гражданской войне | Ambrose Bierce: Civil War Stories  | Амброз Бирс                     |
| 2006—2007 | с   | Шестеро                                                                           | Six Degrees                        | Стивен                          |
| 2007      | ф   | С глаз — долой, из чарта — вон!                                                   | Music and Lyrics                   | Слоан Кэйзмэн                   |
| 2008      | ф   | Фиби в Стране чудес                                                               | Phoebe in Wonderland               | Принсипал Дэвис                 |
| 2008      | ф   | Одна неделя                                                                       | One Week                           | рассказчик                      |
| 2009      | ф   | Красавчик Гарри                                                                   | Handsome Harry                     | Дэвид Каган                     |
| 2009—2016 | с   | Дорогой доктор                                                                    | Royal Pains                        | Борис Кюстер фон Юргенс-Ратениц |
| 2010      | с   | Схватка                                                                           | Damages                            | Джо Тобин                       |
| 2010      | ф   | Помни о Гонзо                                                                     | Beware the Gonzo                   | Артур Гильман                   |
| 2011      | ф   | Животные меня отвлекают                                                           | Animals Distract Me                | Чарльз Дарвин                   |
| 2012      | ф   | Центр урагана                                                                     | Eye of the Hurricane               | Билл Фолсом                     |
| 2012      | ф   | Новый Человек-паук                                                                | The Amazing Spider-Man             | Ричард Паркер                   |
| 2012      | ф   |                                                                                   | Still Mine                         | Гэри Фултон                     |
| 2012      | кор |                                                                                   | The Worst Thing I've Ever Done     | Скотт                           |
| 2013      | ф   | Перед сном                                                                        | Before I Sleep                     | 48-летний Юджин                 |
| 2013      | ф   |                                                                                   | A Lotus 'Til Reckoning             | Пит                             |
| 2014      | ф   | Новый Человек-паук. Высокое напряжение                                            | The Amazing Spider-Man 2           | Ричард Паркер                   |
| 2017      | с   | Карточный домик                                                                   | House of Cards                     | Марк Ашер                       |
| 2017      | с   | Предания                                                                          | Lore                               | Джордж Браун                    |
| 2022      | ф   | Мир юрского периода: Господство                                                   | Jurassic World: Dominion           | Льюис Доджсон                   |
| 2024      | ф   | Миллеры в браке                                                                   | Millers in Marriage                | Ник                             |
| 2025      | ф   | Бабули                                                                            | Nonnas                             | Эдвард Дюран                    |

### Режиссёр
- 1996 — Большая ночь
- 2000 — Гамлет
- 2001 — Финал[англ.]
- 2003 — Вне карты[англ.]
- 2009 — Company Retreat

## Награды и номинации
| Награды и номинации                 | Награды и номинации | Награды и номинации                                          | Награды и номинации | Награды и номинации |
| Награда                             | Год                 | Категория                                                    | Итог                |                     |
| ----------------------------------- | ------------------- | ------------------------------------------------------------ | ------------------- | ------------------- |
| Общество кинокритиков Бостона       | 1996                | Лучший новый кинорежиссёр за фильм «Большая ночь»            | Победа              |                     |
| Клотрудис                           | 2004                | Лучший актёр за фильм «Тайная жизнь дантистов»               | Номинация           |                     |
| DVD Exclusive Awards                | 2001                | Лучший актёр за фильм «Марсианский дозор»                    | Номинация           |                     |
| DVD Exclusive Awards                | 2003                | Лучший актёр за фильм Lush                                   | Номинация           |                     |
| Джини                               | 2006                | Лучшая мужская роль второго плана за фильм «Святой Ральф»    | Номинация           |                     |
| Независимый дух                     | 1995                | Лучшая мужская роль за фильм «Миссис Паркер и порочный круг» | Номинация           |                     |
| Независимый дух                     | 2003                | Лучшая мужская роль за фильм «Любимец женщин»                | Номинация           |                     |
| MTV Movie Awards                    | 1992                | Лучший прорыв года за фильм «Умереть молодым»                | Номинация           |                     |
| Национальный совет кинокритиков США | 2002                | Лучший актёр за фильм «Любимец женщин»                       | Победа              |                     |